# 휘트니 덩컨
휘트니 덩컨(Whitney Duncan, 1984년 8월 3일 ~ )은 미국의 컨트리 싱어송라이터이다.